# Bryska
Bryska (zapis stylizowany: bryska), właściwie Gabriela Nowak-Skyrpan, dawniej Bryella, Gabees (ur. 4 stycznia 2001 w Warszawie) – polska piosenkarka, kompozytorka i autorka tekstów.

## Życiorys
Ukończyła londyńską szkołę muzyczną The Institute of Contemporary Music Performance, uzyskując dyplom technika (HNC) na profilu Music Performance. Pierwsze autorskie utwory wydawała jako Gabees (2019) oraz jako Bryella (2020). Były to: „Wonders” pod wydawnictwem HigherZone Music oraz „Expectations” i „Burn This Love” (reedytowany w 2022) z Enjoy Fresh Records.
W 2021 roku podpisała kontrakt z wytwórnią Magic Records. 9 kwietnia tego roku wydała swój debiutancki singel pod pseudonimem bryska: „Naiwna”. Popularność przyniósł jej utwór „Panika”, który dostał się do propozycji Gorącej 20 Radia Eska, oraz remiks piosenki „Lato (pocałuj mnie)” autorstwa Mandeego, który stał się jej pierwszym nagraniem notowanym na liście przebojów AirPlay – Top. Do końca 2021 wydała łącznie 17 singli, w tym utwór „Odbicie”, który w remiksie Marka Neve’a stał się ogólnopolskim przebojem. 12 listopada 2021 zaprezentowała debiutancki minialbum pt. jestem bryska, który został wydany w formacie digital download i płyty winylowej i zawiera 11 utworów. Dostał się na listę najczęściej kupowanych utworów w Polsce OLiS Winyl. Pod koniec roku opublikowała cover świątecznego utworu „It’s Beginning to Look a Lot Like Christmas”.

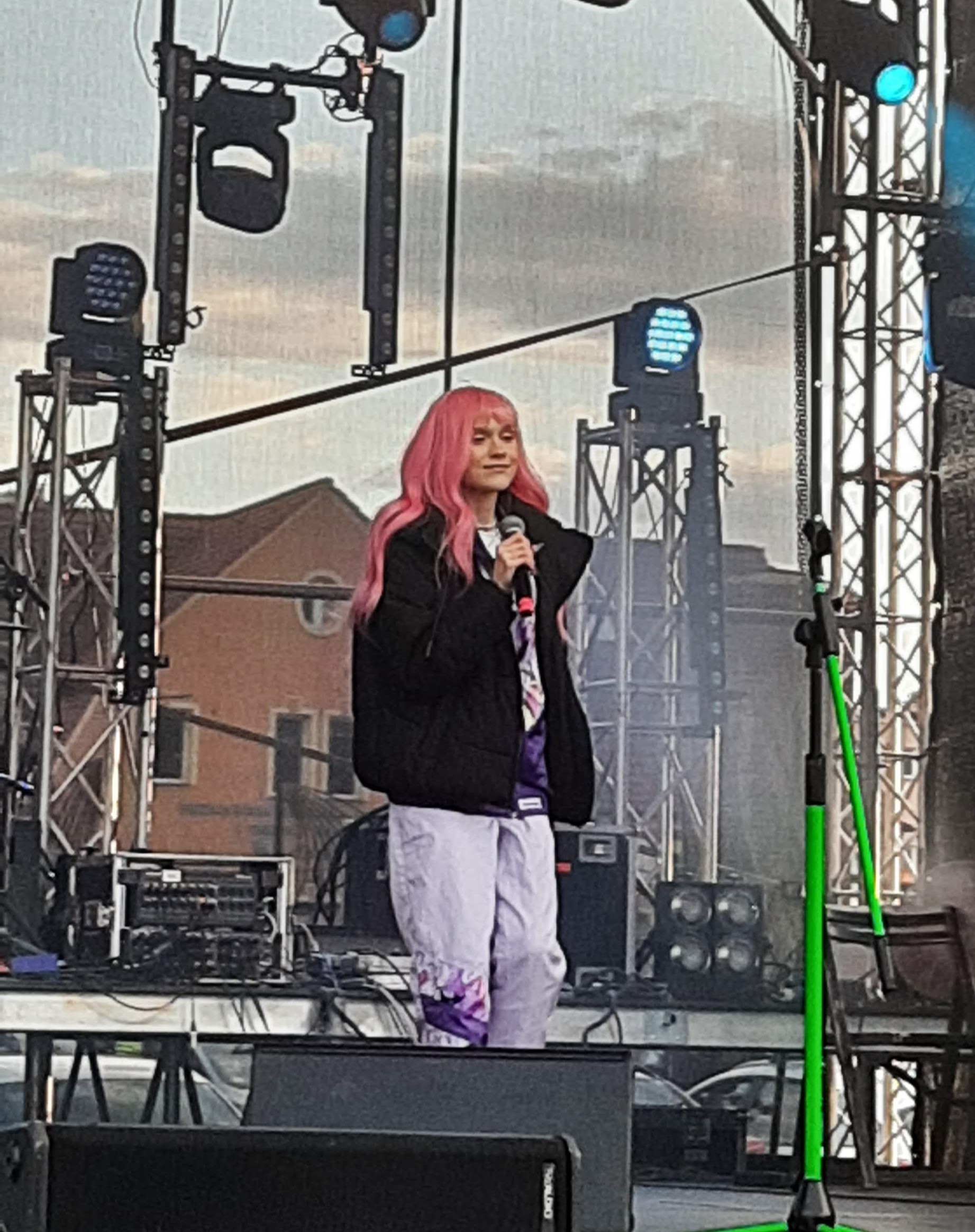
Bryska podczas Dni Dzierżoniowa (2022)

22 kwietnia 2022 wydała album studyjny pt. moja ciemność. Także w 2022 nagrała singiel „You Were In Love” wykorzystany w ścieżce dźwiękowej do filmu 365 dni: Ten dzień. Utwór dotarł do streamingowych list przebojów m.in. w Polsce, Kenii, Beninie, Senegalu, Rumunii, Francji czy Kanady oraz znalazł się na 97. pozycji listy Shazam Top 200 Global. Następnie wystąpiła na Gali Fryderyków 2022 wręczając sanah statuetkę w kategorii „Album roku pop”. Kolejnie wydała jeszcze 10 singli, w tym większość do reedycji albumu pt. [moja ciemność]². W tym roku była odpowiedzialna za tekst i/lub muzykę z albumu Dody pt. Aquaria. 4 października wydała wraz z teledyskiem singel „Nie tęsknię za nikim” promujący serial Stopklatki To nie ze mną i będący coverem utworu Steni Kozłowskiej o tym samym tytule. 17 listopada 2022 wyszedł album [moja ciemność]² z 25 utworami publikowanymi na przestrzeni dwóch poprzednich lat. W 2024 z utworem „Obca” zajęła siódme miejsce w wewnętrznych eliminacjach wyłaniających reprezentanta Polski w 68. Konkursie Piosenki Eurowizji. 
8 kwietnia 2025 premierę miał utwór „Łza na rzęsie (Mi się trzęsie)” w remiksie formacji Skytech, który nagrała w duecie z Marylą Rodowicz. Piosenkarka sześć dni później ogłosiła, że podpisała kontrakt z Warner Music Poland.

## Styl muzyczny
Nagrywa utwory z gatunków indie popu, synth popu oraz muzyki elektronicznej. Sama pisze i komponuje swoje piosenki. Ze względu na podobny głos wielokrotnie była porównywana do Sanah. W teledyskach do połowy 2021 nie pokazywała swojej twarzy ani nie zdradzała swojego imienia i nazwiska, co umotywowała swoim introwertyzmem.

## Dyskografia

### Albumy studyjne
| Rok  | Dane dot. albumu | Najwyższa pozycja na liście | Certyfikat             | Sprzedaż       |
| Rok  | Dane dot. albumu | POL                         | Certyfikat             | Sprzedaż       |
| ---- | --- | --------------------------- | ---------------------- | -------------- |
| 2022 | moja ciemność - Wydany: 22 kwietnia 2022 - Wytwórnia: Magic Records - Format: CD, digital download, winyl, box set             | 6                           | - POL: platynowa płyta | - POL: 30 000+ |
| 2023 | biorę wdech (hikikomori) - Wydany: 24 listopada 2023 - Wytwórnia: Magic Records - Format: CD, digital download, winyl, box set | 20                          |                        |                |

#### Reedycje
| Rok  | Dane dot. albumu                                                                                       |
| ---- | --- |
| 2022 | [moja ciemność]² - Wydany: 17 listopada 2022 - Wytwórnia: Magic Records - Format: CD, digital download |

### Minialbumy
| Rok  | Dane dot. albumu                                                                                       | Najwyższe pozycje na listach | Najwyższe pozycje na listach | Certyfikat         | Sprzedaż       |
| Rok  | Dane dot. albumu                                                                                       | POL (Winyl)                  | POL (Apple Music)            | Certyfikat         | Sprzedaż       |
| ---- | --- | ---------------------------- | ---------------------------- | ------------------ | -------------- |
| 2021 | jestem bryska - Wydany: 12 listopada 2021 - Wytwórnia: Magic Records - Format: digital download, winyl | 5                            | 36                           | - POL: złota płyta | - POL: 15 000+ |

### Single
Jako główna artystka
| Rok | Tytuł                                                                   | Najwyższe pozycje na listach | Najwyższe pozycje na listach | Najwyższe pozycje na listach | Najwyższe pozycje na listach | Najwyższe pozycje na listach | Najwyższe pozycje na listach | Najwyższe pozycje na listach | Najwyższe pozycje na listach | Najwyższe pozycje na listach | Najwyższe pozycje na listach | Najwyższe pozycje na listach | Najwyższe pozycje na listach | Najwyższe pozycje na listach | Certyfikat             | Sprzedaż       | Album                                  |
| Rok | Tytuł                                                                   | POL                          | POL                          | POL                          | POL                          | POL                          | NOR                          | KEN                          | SGP                          | SWE                          | RMF                          | Eska                         | PiK                          | SLiP                         | Certyfikat             | Sprzedaż       | Album                                  |
| Rok | Tytuł                                                                   | Airplay                      | Airplay Nowości              | iTunes                       | Apple Music                  | Shazam                       | iTunes                       | iTunes                       | iTunes                       | iTunes                       | RMF                          | Eska                         | PiK                          | SLiP                         | Certyfikat             | Sprzedaż       | Album                                  |
| --- | ----------------------------------------------------------------------- | ---------------------------- | ---------------------------- | ---------------------------- | ---------------------------- | ---------------------------- | ---------------------------- | ---------------------------- | ---------------------------- | ---------------------------- | ---------------------------- | ---------------------------- | ---------------------------- | ---------------------------- | ---------------------- | -------------- | -------------------------------------- |
| 2019 | „Wonders” (jako Gabees)                                                 | –                            | –                            | –                            | –                            | –                            | –                            | –                            | –                            | –                            | –                            | –                            | –                            | –                            |                        |                | –                                      |
| 2020 | „Expectations” (jako Bryella)                                           | –                            | –                            | –                            | –                            | –                            | –                            | –                            | –                            | –                            | –                            | –                            | –                            | –                            |                        |                | –                                      |
| 2020 | „Burn This Love” (jako Bryella)                                         | –                            | –                            | –                            | –                            | –                            | –                            | –                            | –                            | –                            | –                            | –                            | –                            | –                            |                        |                | –                                      |
| 2021 | „Naiwna”                                                                | –                            | –                            | –                            | –                            | –                            | –                            | –                            | –                            | –                            | –                            | –                            | –                            | –                            |                        |                | –                                      |
| 2021 | „Ciało”                                                                 | –                            | –                            | 31                           | –                            | –                            | –                            | –                            | –                            | –                            | –                            | –                            | –                            | –                            |                        |                | –                                      |
| 2021 | „Drama”                                                                 | –                            | –                            | 81                           | –                            | –                            | 26                           | –                            | –                            | –                            | –                            | –                            | –                            | –                            |                        |                | jestem bryska                          |
| 2021 | „Mam kogoś lepszego”                                                    | –                            | –                            | –                            | –                            | 82                           | 29                           | –                            | –                            | –                            | –                            | –                            | –                            | –                            |                        |                | –                                      |
| 2021 | „Uff”                                                                   | –                            | –                            | –                            | –                            | –                            | –                            | –                            | –                            | –                            | –                            | –                            | –                            | –                            |                        |                | moja ciemność                          |
| 2021 | „Nagłos”                                                                | –                            | –                            | 71                           | –                            | –                            | –                            | –                            | –                            | –                            | –                            | –                            | –                            | –                            |                        |                | jestem bryska                          |
| 2021 | „Panika”                                                                | –                            | –                            | 27                           | –                            | –                            | –                            | –                            | –                            | –                            | –                            | –                            | –                            | –                            |                        |                | jestem bryska                          |
| 2021 | „Jagodowe oczy”                                                         | –                            | –                            | 26                           | –                            | –                            | –                            | –                            | –                            | –                            | –                            | –                            | –                            | –                            |                        |                | moja ciemność                          |
| 2021 | „Jestem Bryska”                                                         | –                            | –                            | 98                           | –                            | –                            | –                            | –                            | –                            | –                            | –                            | –                            | –                            | –                            |                        |                | jestem bryska                          |
| 2021 | „Lato (pocałuj mnie)”                                                   | –                            | –                            | 24                           | –                            | –                            | –                            | –                            | –                            | –                            | –                            | –                            | –                            | –                            |                        |                | jestem bryska                          |
| 2021 | „Odbicie”                                                               | –                            | –                            | 28                           | 40                           | –                            | –                            | –                            | –                            | –                            | –                            | –                            | –                            | –                            |                        |                | jestem bryska                          |
| 2021 | „Narkotyk”                                                              | –                            | –                            | 24                           | –                            | –                            | –                            | –                            | –                            | –                            | –                            | –                            | –                            | –                            |                        |                | –                                      |
| 2021 | „BFF”                                                                   | –                            | –                            | –                            | –                            | –                            | –                            | –                            | –                            | –                            | –                            | –                            | –                            | –                            |                        |                | jestem bryska                          |
| 2021 | „It’s Beginning to Look a Lot Like Christmas”                           | –                            | –                            | –                            | –                            | –                            | –                            | –                            | –                            | –                            | –                            | –                            | –                            | –                            |                        |                | –                                      |
| 2022 | „Antarktyda”                                                            | –                            | –                            | –                            | –                            | –                            | –                            | –                            | –                            | –                            | –                            | –                            | –                            | –                            |                        |                | moja ciemność                          |
| 2022 | „Na legalu”                                                             | –                            | –                            | 15                           | –                            | –                            | –                            | –                            | –                            | –                            | –                            | –                            | –                            | –                            |                        |                | moja ciemność                          |
| 2022 | „Bajek deszcz”                                                          | –                            | –                            | –                            | –                            | –                            | –                            | –                            | –                            | –                            | –                            | –                            | –                            | –                            |                        |                | moja ciemność                          |
| 2022 | „Burn This Love” (oraz Hauz)                                            | –                            | –                            | 31                           | –                            | –                            | –                            | –                            | –                            | –                            | –                            | –                            | –                            | –                            |                        |                | moja ciemność                          |
| 2022 | „Ciemność”                                                              | –                            | –                            | –                            | –                            | –                            | –                            | –                            | –                            | –                            | –                            | –                            | –                            | –                            |                        |                | moja ciemność                          |
| 2022 | „You Were In Love”                                                      | –                            | –                            | –                            | 197                          | 132                          | –                            | 1                            | 12                           | –                            | –                            | –                            | –                            | –                            |                        |                | 365 dni: Ten dzień (ścieżka dźwiękowa) |
| 2022 | „Nie ratuj mnie”                                                        | –                            | –                            | 55                           | –                            | –                            | –                            | –                            | –                            | –                            | –                            | –                            | –                            | –                            |                        |                | [moja ciemność]²                       |
| 2022 | „#fejm”                                                                 | –                            | –                            | –                            | –                            | –                            | –                            | –                            | –                            | –                            | –                            | –                            | –                            | –                            |                        |                | [moja ciemność]²                       |
| 2022 | „Sennik”                                                                | –                            | –                            | –                            | –                            | 18                           | –                            | –                            | –                            | –                            | –                            | –                            | –                            | –                            |                        |                | [moja ciemność]²                       |
| 2022 | „Look at Us”                                                            | –                            | –                            | –                            | –                            | –                            | –                            | –                            | –                            | –                            | –                            | –                            | –                            | –                            |                        |                | Kolejne 365 dni (ścieżka dźwiękowa)    |
| 2022 | „Lasagne”                                                               | –                            | –                            | –                            | –                            | –                            | –                            | –                            | –                            | –                            | –                            | –                            | –                            | –                            |                        |                | [moja ciemność]²                       |
| 2022 | „Emergency” (oraz Hauz i Nico & Vinz)                                   | –                            | –                            | –                            | –                            | –                            | –                            | –                            | –                            | 28                           | –                            | –                            | –                            | –                            |                        |                | [moja ciemność]²                       |
| 2022 | „Nie tęsknię za nikim”                                                  | –                            | –                            | –                            | –                            | 165                          | –                            | –                            | –                            | –                            | –                            | –                            | –                            | –                            |                        |                | To nie ze mną (ścieżka dźwiękowa)      |
| 2022 | „Kraksa”                                                                | 4                            | 1                            | 17                           | 173                          | 4                            | –                            | –                            | –                            | –                            | 1                            | –                            | 3                            | 2                            | - POL: złota płyta     | - POL: 25 000+ | [moja ciemność]²                       |
| 2022 | „Mary Jane”                                                             | –                            | –                            | –                            | –                            | –                            | –                            | –                            | –                            | –                            | –                            | –                            | –                            | –                            |                        |                | [moja ciemność]²                       |
| 2022 | „Sennik (vol. 2)”                                                       | –                            | –                            | 15                           | –                            | –                            | –                            | –                            | –                            | –                            | –                            | –                            | –                            | –                            |                        |                | [moja ciemność]²                       |
| 2023 | „Kupidyn”                                                               | –                            | X                            | –                            | –                            | –                            | –                            | –                            | –                            | –                            | –                            | –                            | –                            | –                            |                        |                | biorę wdech (hikikomori)               |
| 2023 | „To był fajny rok”                                                      | –                            | X                            | 70                           | –                            | –                            | –                            | –                            | –                            | –                            | –                            | –                            | –                            | –                            |                        |                | –                                      |
| 2023 | „Stalker”                                                               | –                            | X                            | 18                           | –                            | –                            | –                            | –                            | –                            | –                            | –                            | –                            | –                            | –                            |                        |                | –                                      |
| 2023 | „California Boy (jjjerk)”                                               | –                            | X                            | 12                           | –                            | 169                          | –                            | –                            | –                            | 54                           | –                            | –                            | –                            | –                            |                        |                | biorę wdech (hikikomori)               |
| 2023 | „Miss Americana” (oraz Mark Neve)                                       | 12                           | X                            | 16                           | –                            | 36                           | –                            | –                            | –                            | –                            | 4                            | –                            | –                            | –                            |                        |                | biorę wdech (hikikomori)               |
| 2023 | „Carrie”                                                                | –                            | X                            | 49                           | –                            | –                            | –                            | –                            | –                            | –                            | –                            | –                            | –                            | –                            |                        |                | biorę wdech (hikikomori)               |
| 2023 | „Miasto tętni”                                                          | –                            | X                            | 22                           | –                            | –                            | 36                           | –                            | –                            | –                            | –                            | –                            | –                            | –                            |                        |                | –                                      |
| 2023 | „Echo”                                                                  | –                            | X                            | 26                           | 163                          | –                            | –                            | –                            | –                            | –                            | –                            | –                            | –                            | 25                           |                        |                | biorę wdech (hikikomori)               |
| 2023 | „Hikikomori”                                                            | –                            | X                            | –                            | –                            | –                            | –                            | –                            | –                            | –                            | –                            | –                            | –                            | –                            |                        |                | biorę wdech (hikikomori)               |
| 2023 | „Matrix”                                                                | –                            | X                            | 13                           | –                            | –                            | –                            | –                            | –                            | –                            | –                            | –                            | –                            | –                            |                        |                | biorę wdech (hikikomori)               |
| 2024 | „Obca”                                                                  | 3                            | X                            | 7                            | 161                          | 27                           | –                            | –                            | –                            | –                            | 1                            | 7                            | –                            | 5                            | - POL: platynowa płyta | - POL: 50 000+ | biorę wdech (hikikomori)               |
| 2024 | „Jealous”                                                               | –                            | X                            | –                            | –                            | –                            | –                            | –                            | –                            | –                            | –                            | –                            | –                            | –                            |                        |                | –                                      |
| 2024 | „Głos”                                                                  | –                            | X                            | –                            | –                            | –                            | –                            | –                            | –                            | –                            | –                            | –                            | –                            | –                            |                        |                | –                                      |
| 2024 | „Feel the Love” (oraz Drenchill)                                        | 20                           | X                            | –                            | –                            | –                            | –                            | –                            | –                            | –                            | 4                            | –                            | –                            | –                            |                        |                | –                                      |
| 2025 | „Łza na rzęsię (Mi się trzęsie)” (Skytech Remix) (oraz Maryla Rodowicz) | –                            | X                            | –                            | –                            | –                            | –                            | –                            | –                            | –                            | –                            | –                            | –                            | –                            |                        |                | Niech żyje bal                         |
| „–” oznacza, że singel nie był notowany na danej liście. „X” oznacza, że lista nie istniała w danym okresie. |                                                                         |                              |                              |                              |                              |                              |                              |                              |                              |                              |                              |                              |                              |                              |                        |                |                                        |

Z gościnnym udziałem
| Rok  | Tytuł                                 | Najwyższe pozycje na listach | Najwyższe pozycje na listach | Najwyższe pozycje na listach | Najwyższe pozycje na listach | Najwyższe pozycje na listach | Album            |
| Rok  | Tytuł                                 | POL                          | POL                          | POL                          | POL                          | POL                          | Album            |
| Rok  | Tytuł                                 | Airplay                      | Airplay Nowości              | Airplay TV                   | iTunes                       | Shazam                       | Album            |
| ---- | ------------------------------------- | ---------------------------- | ---------------------------- | ---------------------------- | ---------------------------- | ---------------------------- | ---------------- |
| 2022 | „Samba” (YouNotUs, gościnnie: Bryska) | 1                            | 3                            | 2                            | 2                            | 70                           | [moja ciemność]² |

Single promocyjne
| Rok | Tytuł                                | Najwyższe pozycje na listach | Najwyższe pozycje na listach | Najwyższe pozycje na listach | Najwyższe pozycje na listach | Najwyższe pozycje na listach | Najwyższe pozycje na listach | Najwyższe pozycje na listach | Najwyższe pozycje na listach | Najwyższe pozycje na listach | Najwyższe pozycje na listach | Najwyższe pozycje na listach | Najwyższe pozycje na listach | Najwyższe pozycje na listach | Najwyższe pozycje na listach | Certyfikat                | Sprzedaż        | Album         |
| Rok | Tytuł                                | POL                          | POL                          | POL                          | POL                          | POL                          | POL                          | POL                          | POL                          | UKR (airplay)                | NOR                          | RMF                          | Eska                         | PiK                          | SLiP                         | Certyfikat                | Sprzedaż        | Album         |
| Rok | Tytuł                                | Airplay                      | Airplay Nowości              | Airplay TV                   | POL (Billboard)              | Shazam                       | iTunes                       | Spotify                      | Apple Music                  | UKR (airplay)                | iTunes                       | RMF                          | Eska                         | PiK                          | SLiP                         | Certyfikat                | Sprzedaż        | Album         |
| --- | ------------------------------------ | ---------------------------- | ---------------------------- | ---------------------------- | ---------------------------- | ---------------------------- | ---------------------------- | ---------------------------- | ---------------------------- | ---------------------------- | ---------------------------- | ---------------------------- | ---------------------------- | ---------------------------- | ---------------------------- | ------------------------- | --------------- | ------------- |
| 2021 | „Lato (pocałuj mnie)” (Mandee Remix) | 2                            | 2                            | –                            | X                            | 1                            | 4                            | 43                           | 68                           | –                            | 78                           | 1                            | 16                           | 20                           | 2                            | - POL: 2× platynowa płyta | - POL: 100 000+ | jestem bryska |
| 2021 | „Odbicie” (Mark Neve Remix)          | 1                            | 1                            | 1                            | 19                           | 1                            | 5                            | –                            | 150                          | –                            | 78                           | 1                            | 2                            | –                            | 1                            | - POL: 4× platynowa płyta | - POL: 200 000+ | moja ciemność |
| 2022 | „Mam kogoś lepszego” (Skytech Remix) | 5                            | 1                            | 5                            | 19                           | 2                            | 4                            | –                            | 92                           | 806                          | 64                           | 1                            | 2                            | –                            | 20                           | - POL: diamentowa płyta   | - POL: 250 000+ | moja ciemność |
| 2023 | „Na legalu” (Mark Neve Rework)       | –                            | –                            | –                            | –                            | –                            | –                            | –                            | –                            | –                            | –                            | –                            | –                            | –                            | 24                           | - POL: złota płyta        | - POL: 25 000+  | –             |
| „–” oznacza, że singel nie był notowany na danej liście. „X” oznacza, że lista nie istniała w danym okresie. |                                      |                              |                              |                              |                              |                              |                              |                              |                              |                              |                              |                              |                              |                              |                              |                           |                 |               |

### Inne notowane utwory
| Rok  | Tytuł                  | Najwyższe pozycje na listach | Album         |
| Rok  | Tytuł                  | POL                          | Album         |
| Rok  | Tytuł                  | iTunes                       | Album         |
| ---- | ---------------------- | ---------------------------- | ------------- |
| 2021 | „Neonowe laczki”       | 93                           | jestem bryska |
| 2022 | „Drama” (Mandee Remix) | 27                           | moja ciemność |

### Utwory dla innych artystów
| Rok  | Wykonawca | Album                              | Utwór                                                                                              | Uwagi | Źródło        |
| ---- | --------- | ---------------------------------- | -------------------------------------------------------------------------------------------------- | --- | ------------- |
| 2022 | Marissa   | Stranger                           | - „Poison”                                                                                         | słowa (z Marissą)                                                                                              | [ 96 ]        |
| 2022 | Doda      | Aquaria                            | - „Melodia ta”/„My Melody” - „Pewnie już wiesz” - „Wodospady”/„Waterfalls” - „Zatańczę z aniołami” | słowa i muzyka (z Dodą, Damianem Skoczykiem, Marissą, Dominiciem Buczkowskim-Wojtaszekiem i Patrykiem Kumórem) | [ 20 ] [ 97 ] |
| 2022 | EMO       | Heaven in Hell (ścieżka dźwiękowa) | - „Forgive Me”                                                                                     | słowa i muzyka (z Dominiciem Buczkowskim-Wojtaszekiem i Patrykiem Kumórem)                                     | [ 98 ]        |

## Trasy koncertowe
- Nasze LoveStory Tour (2023)
- Hanami Tour (2024)

## Nominacje
| Rok  | Konkurs        | Kategoria                 | Rezultat  |
| ---- | -------------- | ------------------------- | --------- |
| 2022 | Fryderyki 2022 | Fonograficzny debiut roku | Nominacja |